# Siège de Port-Royal (1710)
Pour les articles homonymes, voir Siège de Port-Royal.
Deuxième Guerre intercoloniale
Batailles
Québec et Terre-Neuve :
- Terre-Neuve
- Saint-Jean (1re)
- Saint-Jean (2e)
- Fort Albany
- Québec

Acadie et Nouvelle-Angleterre :
- Côte nord-est
- Deerfield
- Grand Pré
- Port-Royal (1er)
- Haverhill
- Port-Royal (2e)
- Bloody Creek

Caroline et Floride :
- Flint River
- St. Augustine
- Apalache
- Charles Town
- Pensacola

Le siège de Port-Royal (5-13 octobre 1710), aussi connu comme la conquête de l'Acadie, fut mené par le commandant Francis Nicholson, avec des soldats britanniques et des miliciens provinciaux de la Nouvelle-Angleterre contre la garnison acadienne et micmac sous le commandement de Daniel d'Auger de Subercase à Port-Royal. Après la défaite de la garnison, les Britanniques occupèrent le Fort Anne avec toutes les cérémonies d'une capture d'une grande forteresse européenne et renommèrent Port-Royal Annapolis Royal.
Le siège fut la troisième tentative de capturer la capitale de l'Acadie, ce qui entrainera des conséquences profondes durant les 50 années suivantes. Cette conquête fut un élément-clé dans les négociations de 1711–1713 pour l'Amérique du Nord. Ce fut la création d'une nouvelle colonie britannique, la Nouvelle-Écosse, ce qui eut des conséquences graves pour les Acadiens et les Micmacs, qui continuèrent à occuper l'Acadie.

## Contexte
Port-Royal est la capitale de la colonie française d'Acadie depuis les premières installations des Français dans la zone, en 1604. Point de tension entre les colons français et anglais, la ville est détruite en 1613 par un raid anglais mené par Samuel Argall, puis reconstruite. La ville est capturée en 1690 par les forces de la Province de la baie du Massachusetts, mais restituée à la France par le Traité de Ryswick.

### Premières expéditions
Avec le déclenchement de la guerre de Succession d'Espagne en 1702, les colons des deux camps se préparent à nouveau au conflit. Le gouverneur de l'Acadie, Jacques-François de Monbeton de Brouillan, avait, en prévision de la guerre, déjà commencé la construction d'un fort en pierre et en terre en 1701, qui fut en grande partie achevée en 1704. Après un raid français sur Deerfield à la frontière du Massachusetts en février 1704, les Anglais de Boston organisèrent un raid contre l'Acadie en mai suivant. Menés par Benjamin Church, ils mènent l'assaut sur Grand-Pré et d'autres communautés acadiennes. Les récits anglais et français diffèrent quant à savoir si l'expédition de Church a monté une attaque sur Port Royal. Le récit de Church indique qu'ils ont jeté l'ancre dans le port et envisagé de mener une attaque, mais qu'ils ont finalement décidé la retraite ; les récits français affirment qu'une attaque mineure a été subie.
Lorsque Daniel d'Auger de Subercase devient gouverneur de l'Acadie en 1706, il passe à l'offensive, encourageant les raids autochtones contre des cibles anglaises en Nouvelle-Angleterre. Il encourage également les corsaires de Port-Royal contre les navires coloniaux anglais. Les corsaires sont très efficaces ; la flotte de pêche anglaise sur les Grands Bancs est réduite de 80 % entre 1702 et 1707, et certaines communautés côtières anglaises sont attaquées.
Les marchands anglais de Boston font depuis longtemps du commerce avec Port-Royal, et une partie de cette activité se poursuit illégalement après le début de la guerre. Cependant, le commerce est mis à mal par la guerre, et certains marchands commencent à lancer des appels à l'action. L'indignation du public s'accroit face à l'échec des défenses du Massachusetts à arrêter les raids français et autochtones. Le gouverneur de la baie du Massachusetts, Joseph Dudley (en), demande à plusieurs reprises de l'aide à Londres, mais sans succès, et il décide finalement d'agir de façon indépendante pour repousser les accusations de complicité dans le commerce illégal. Au printemps 1707, il autorise une expédition contre Port-Royal, qui fait deux tentatives distinctes pour prendre la ville ; pour diverses raisons, les deux tentatives échouèrent malgré l'importante supériorité numérique de l'expédition.

### L'expédition britannique de 1710

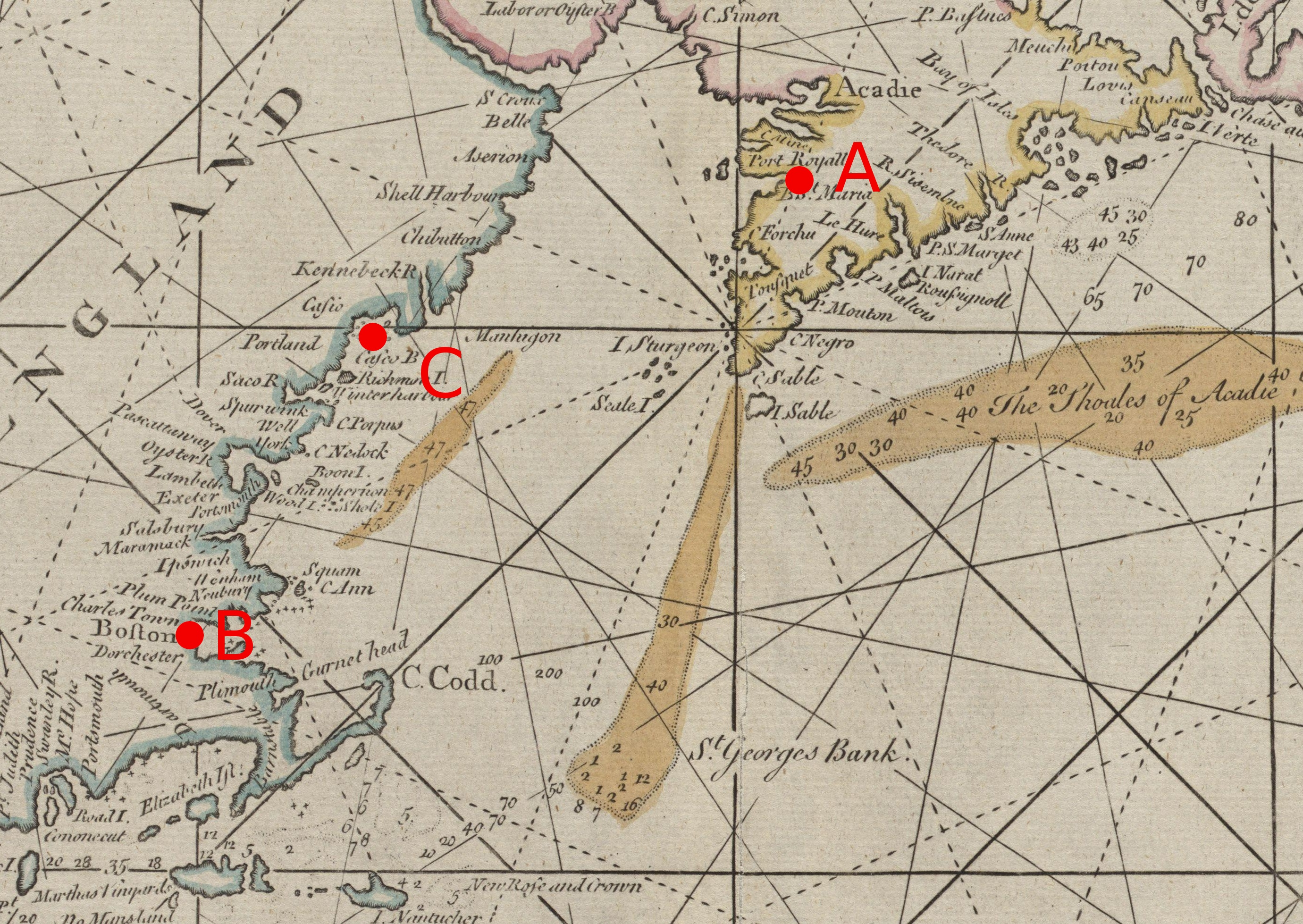
Détail annoté d'une carte de 1713 montrant l'est de la Nouvelle-Angleterre et le sud de la Nouvelle-Écosse/Acadie. Port-Royal se trouve au point A, Boston au point B et Casco Bay au point C.

Dans les années qui suivent, la France n'envoie pas de soutien significatif, tandis que les Britanniques mobilisent des forces plus importantes et mieux organisées pour le conflit en Amérique du Nord. Samuel Vetch, un homme d'affaires écossais ayant des liens coloniaux, se rend à Londres en 1708 et fait pression sur la reine Anne pour obtenir un soutien militaire afin de conquérir toute la Nouvelle-France. Elle autorise une "grande entreprise" pour conquérir toute l'Acadie et le Canada en 1709, qui est avortée par manque de soutien militaire,. Vetch et Francis Nicholson, un Anglais qui avait précédemment été gouverneur colonial du Maryland et de la Virginie, retournent en Angleterre à la suite de cette entreprise et demandent à nouveau à la reine de les soutenir. Ils sont accompagnés de quatre chefs autochtones, qui font sensation à Londres. Nicholson et Vetch réussissent à défendre les intérêts coloniaux en demandant le soutien de l'armée britannique contre Port-Royal.
Nicholson arrive à Boston le 15 juillet 1710, porteur d'une commission de la reine comme "général et commandant en chef de toutes les forces diverses, à employer dans l'expédition conçue pour la réduction de Port-Royal en Nouvelle-Écosse. En plus des 400 marines amenés d'Angleterre, quatre provinces de la Nouvelle-Angleterre lèvent des régiments de milice : La baie du Massachusetts en fournit 900, Rhode Island 180, le Connecticut 300 et le New Hampshire 100. Certaines des troupes provinciales sont formées aux arts de la guerre de siège par Paul Mascarene, un officier huguenot de l'armée britannique. Un groupe d'Iroquois est également recruté pour servir d'éclaireurs dans l'expédition. Lorsque la flotte prend la mer le 29 septembre, elle comprend 36 transports, deux galères de bombardement et cinq navires de guerre. Deux navires, le HMS Falmouth et le HMS Dragon (en), sont envoyés d'Angleterre, tandis que le HMS Feversham (en) et le HMS Lowestoft (en) sont envoyés de New York pour rejoindre le HMS Chester, qui était déjà stationné à Boston. Nicholson envoie le HMS Chester (en) en tête de la flotte pour bloquer le goulet de Digby, qui contrôlait l'accès naval à Port-Royal.

### Les défenses de Port-Royal
Port-Royal est défendu par environ 300 soldats, dont beaucoup sont des recrues françaises mal entraînées. Subercase avait pris des mesures pour améliorer les défenses locales depuis les sièges de 1707, en construisant une nouvelle poudrière et des baraquements à l'épreuve des bombes en 1708, et en déboisant les rives du fleuve pour empêcher les attaquants de se mettre à couvert. Il achève la construction d'un autre navire pour aider à la défense navale, et engage des corsaires avec beaucoup de succès contre la pêche et la navigation de la Nouvelle-Angleterre. Des prisonniers faits par les corsaires lui apprennent que des plans sont continuellement élaborés en 1708 et 1709 pour de nouvelles tentatives sur Port-Royal.

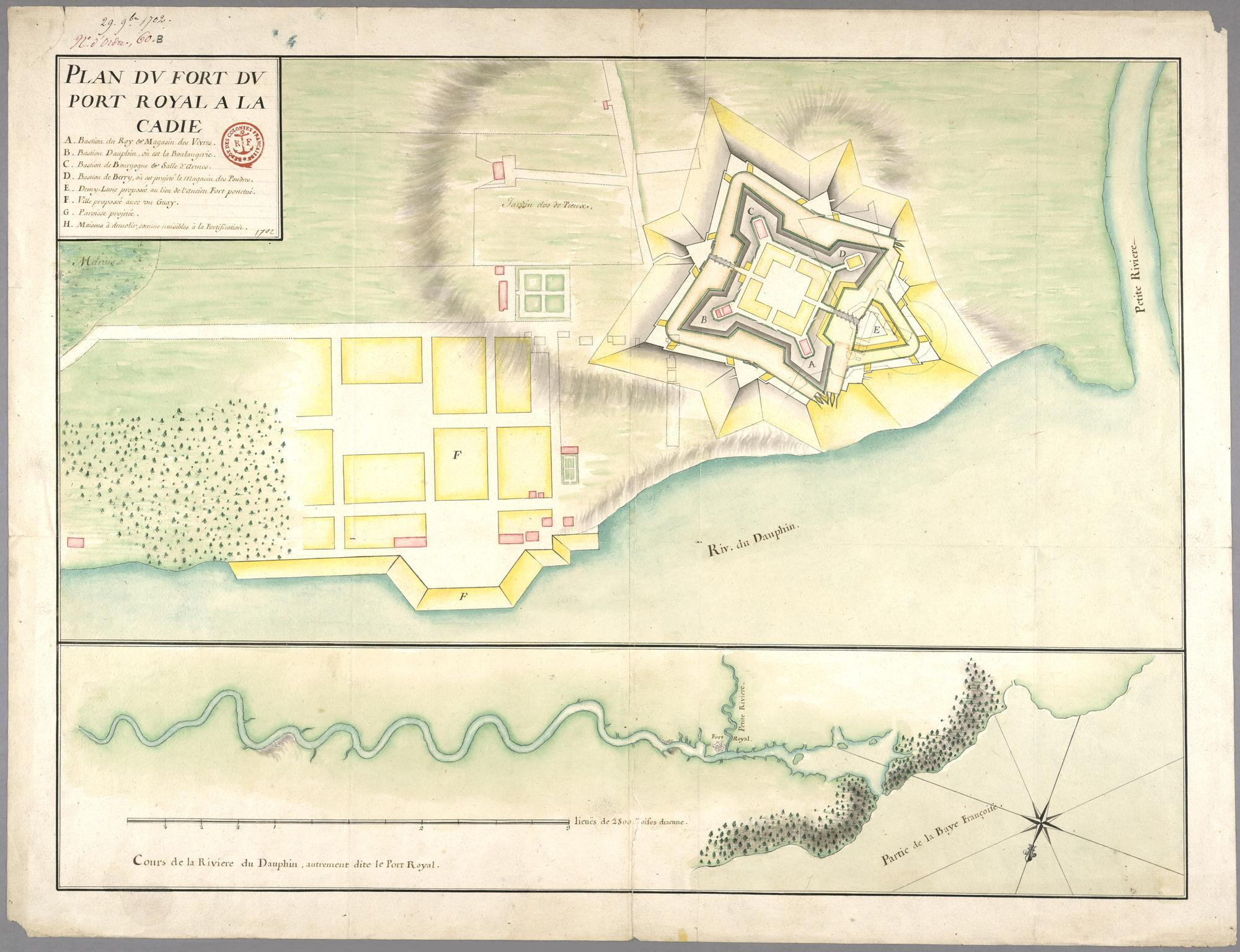
Dessin d'ingénieur militaire de Port-Royal, 1702

## Le siège
Alors que la flotte navigue vers le nord, elle est rejointe par un navire de dépêche envoyé par Thomas Matthews, capitaine du Chester ; elle transportait des déserteurs de la garnison française, qui signalent que le moral des troupes françaises est extrêmement bas. Nicholson envoie le navire en tête avec l'un des transports ; lorsqu'ils entrent dans le goulet de Digby, ils reçoivent des tirs de groupes de Micmacs sur la côte. Les navires ripostent avec leurs canons, sans qu'aucun des deux camps ne subisse de pertes. Le 5 octobre, la principale flotte britannique arrive à Goat Island, à environ 10 kilomètres (6,2 mi) au sud de Port-Royal. Cet après-midi là, le transport Caesar s'échoue alors qu'il tente de pénétrer dans l'Annapolis, et est finalement emporté par les rochers. Son capitaine, une partie de son équipage et 23 soldats meurent, tandis qu'un commandant de compagnie et quelque 25 autres personnes se battent à terre.
Le jour suivant, le 6 octobre, les marines britanniques commencent à débarquer au nord et au sud de la forteresse et de la ville. La force du nord est rejointe par quatre régiments de la Nouvelle-Angleterre sous le commandement du colonel Vetch, tandis que Nicholson dirige les troupes restantes de la Nouvelle-Angleterre dans le cadre de la force du sud. Les débarquements se déroulent sans incident, le feu du fort étant contré par un des bombardiers de la flotte à longue portée. Bien que des récits ultérieurs du siège affirment que le détachement de Vetch faisait partie d'un plan stratégique visant à encercler le fort, des récits contemporains rapportent que Vetch voulait avoir un commandement quelque peu indépendant de Nicholson. Ces mêmes récits affirment que Vetch n'est jamais arrivé à portée des canons du fort avant la fin du siège ; ses tentatives d'ériger une batterie de mortiers dans une zone boueuse en face du fort, de l'autre côté de la crique d'Allain, ont été repoussées par les tirs de canons,. La force du sud se heurte à une résistance de type guérilla à l'extérieur du fort, les défenseurs acadiens et autochtones tirant avec des armes légères depuis des maisons et des zones boisées, en plus de prendre le feu depuis le fort. Ce feu fait trois morts parmi les Britanniques, mais les défenseurs ne peuvent empêcher les Britanniques du côté sud d'établir un camp à environ 400 mètres du fort.
Au cours des quatre jours suivants, les Britanniques débarquent leurs canons et les amènent au camp. Le feu du fort et de ses partisans à l'extérieur persiste, et les bombardiers britanniques font des ravages à l'intérieur du fort avec leur feu chaque nuit. Avec l'ouverture imminente de nouvelles batteries britanniques, Subercase envoie un officier avec un pavillon de parlement le 10 octobre. Les négociations commencent mal, car l'officier n'a pas été annoncé correctement par un batteur. Chaque partie finit par tenir un officier de l'autre, principalement pour des questions d'étiquette militaire, et les Britanniques continuent leur travail de siège.
Le 12 octobre, les tranchées de siège avancé, et les canons qui se trouvent à moins de 91 m (300 pieds) du fort ouvrent le feu. Nicholson envoie à Subercase une demande de reddition, et les négociations reprennent. À la fin de la journée, les parties parviennent à un accord sur les termes de la reddition, qui est formellement signé le lendemain. La garnison est autorisée à quitter le fort avec tous les honneurs de la guerre, "leurs armes et leurs bagages, les tambours battant et les drapeaux flottant". Les Britanniques doivent transporter la garnison en France, et la capitulation comporte des protections spécifiques pour protéger les habitants. Ces conditions prévoient que les "habitants de la zone de tir de canon du fort" peuvent rester sur leurs propriétés pendant deux ans au maximum s'ils le souhaitaient, à condition qu'ils soient prêts à prêter serment à la Couronne britannique.

## Ordre de bataille
Les forces engagées dans la bataille sont inégales : la lecture des sources historiques,,,,, nous permet de reconstituer l'équilibre des forces tel que suit.

### Forces britanniques
- Colonel Francis Nicholson, Général et Commandant en chef

#### Flotte
- HMS Dragon, 50 canons, Capt. George Martin, Commodore
- HMS Falmouth, 50 canons, Capt. Walter Rydel
- HMS Lowestoft, 32 canons, Capt. Robert Gordon
- HMS Feversham, 35 canons, Capt. Robert Paston
- Bombarde HM Star, Capt. Thomas Rochport
- Massachusetts Province Galley, Capt. Cyprian Southack

#### Forces terrestres
- Colonel Samuel Vetch, Adjudant-général
- Capitaine Walter Elliot, Brigade Major
- Bataillion de Marines, Colonel Robert Reading
- Régiment Hobby (Massachusetts Bay), Colonel Sir Charles Hobby.
- Régiment Tailer (Massachusetts Bay), Colonel William Tailer.
- Régiment Whiting (Connecticut), Colonel William Whiting.
- Régiment Walton (New Hampshire), Colonel Shadrach Walton.
- Company of Gunner and Matrosses, Colonel Samuel Vetch.
- Company of Indian Scouts (Iroquois), Major of Scouts John Livingston.

### Forces françaises
- Capitaine Daniel d'Auger de Subercase, Gouverneur d'Acadie
- 150 soldats des Compagnies Franches de la Marine
- 100 hommes de la Milice Acadienne
- Quelques canadiens
- Quelques corsaires